# 175 (liczba)
175 (sto siedemdziesiąt pięć) – liczba naturalna następująca po 174 i poprzedzająca 176.

## W matematyce
- 175 jest liczbą Ulama[1]
- 175 = 11 + 72 + 53
- 175 nie jest liczbą palindromiczną, czyli liczbą czytana w obu kierunkach, w pozycyjnych systemach liczbowych od bazy 2 do bazy16
- 175 należy do dziewięciu trójek pitagorejskich (49, 168, 175), (60, 175, 185), (105, 140, 175), (175, 288, 337), (175, 420, 455), (175, 600, 625), (175, 2184, 2191), (175, 3060, 3065), (175, 15312, 15313).

## W nauce
- liczba atomowa unseptpentium (niezsyntetyzowany pierwiastek chemiczny)
- galaktyka NGC 175
- planetoida (175) Andromache
- kometa krótkookresowa 175P/Hergenrother

## W kalendarzu
175. dniem w roku jest 24 czerwca (w latach przestępnych jest to 23 czerwca). Zobacz też co wydarzyło się w roku 175, oraz w roku 175 p.n.e.